# Hydroeciodes bravoae
Hydroeciodes bravoae là một loài bướm đêm trong họ Noctuidae.